# Драпкин, Леонид Яковлевич
Леонид Яковлевич Драпкин (24 октября 1924, Тюмень, Уральская область — 11 августа 2019, Екатеринбург) — советский и российский учёный-криминалист, доктор юридических наук, профессор, Заслуженный деятель науки Российской Федерации, Почётный работник прокуратуры Российской Федерации, почётный профессор Уральского государственного юридического университета. Участник Великой Отечественной войны. Профессор-консультант кафедры криминалистики Уральского государственного юридического университета. Индекс Хирша — 12.
За большие достижения в области криминалистики награждён медалью Анатолия Кони.

## Биография
Леонид Драпкин родился 24 октября 1924 года в Тюмени в еврейской семье.
Во время Великой Отечественной войны Леонид Драпкин в 17-летнем возрасте ушёл на фронт добровольцем. Первоначально обучался в Челябинской военно-авиационной школе механиков. С марта 1943 года на Центральном фронте совершил несколько боевых вылетов в составе 293-го штурмового авиаполка. Был механиком, а затем техником штурмовика Ил-2. В составе 20-го гвардейского Севастопольского полка Дальней авиации обслуживал бомбардировщик Ил-4. Был награждён орденом «Отечественной войны» 2-й степени, медалями «За боевые заслуги», «За взятие Будапешта» и «За взятие Берлина».
В 1949 году был демобилизован.
В 1953 году Драпкин окончил Свердловский юридический институт имени Р. А. Руденко. После окончания работал адвокатом в Тарском районе Омской области. В 1956 году стал следователем прокуратуры Железнодорожного района г. Свердловска. В 1959 году был назначен старшим следователем прокуратуры Свердловской области.
В середине 1960-х годов в составе оперативной группы участвовал в захвате одного из первых советских маньяков, а также опасной организованной банды.
С 1963 года был прокурором-криминалистом Свердловской областной прокуратуры.
В 1967 году Драпкин перешёл на преподавательскую работу на кафедру криминалистики Свердловского юридического института на должность преподавателя. С 1974 года — доцент кафедры криминалистики, с 1989 года — профессор. В 1987 году защитил докторскую диссертацию. В сентябре 1988 года был избран заведующим кафедрой следственной деятельности и информатики. В период работы в СЮИ подготовил и защитил в НИИ Прокуратуры СССР диссертацию на соискание степени кандидата юридических наук «Построение и проверка следственных версий» (Москва, 1972, научный руководитель — профессор А. А. Эйсман), а потом в том же институте защитил диссертацию на соискание степени доктора юридических наук на тему «Основы криминалистической теории следственных ситуаций» (Москва, 1987).
В последние годы жизни Л. Я. Драпкин являлся профессором-консультантом кафедры криминалистики Уральского государственного юридического университета и членом редакционной коллегии «Российского юридического журнала».
Умер 11 августа 2019 года. Прощание проходило в Окружном доме офицеров города Екатеринбурга.

## Научная деятельность
Сфера научных интересов: общая теория криминалистики, проблемы криминалистической техники, проблемы криминалистической тактики, проблемы криминалистической методики.
В своей кандидатской диссертации Драпкин рассмотрел логическую структуру версионного процесса, классификацию версий и их роль в преодолении логических барьеров и проблемных ситуаций. В докторской диссертации Драпкин продолжил исследование проблем, сформулированных в кандидатской диссертации, и определил понятие следственных ситуаций, дал общую характеристику следственных ситуаций, выделил основные типы следственных ситуаций (проблемные ситуации, конфликтные ситуации, ситуации тактического риска, организационно-управленческие ситуации, комбинированные ситуации), описал основные способы разрешения (преобразования в благоприятные) данных типов ситуаций. В докторской диссертации, как и в предыдущей, Драпкиным использованы формально-логические методы исследований, актуальные для любых гуманитарных исследований.
Тема докторской диссертации стала основным направлением научных исследований Драпкина, по которой им подготовлено и опубликовано несколько монографий («Разрешение проблемных ситуаций в процессе расследования». Свердловск, 1985; «Основы теории следственных ситуаций». Свердловск, 1987), несколько десятков научных статей. Кроме того, он является соавтором нескольких учебников «Криминалистика», в 3-х из которых выступал в роли соредактора. Всего Л. Я. Драпкиным опубликовано более 100 научных работ, в том числе в зарубежных изданиях и на иностранных языках (украинском, английском).
Награждён серебряной медалью ООН «За выдающиеся заслуги в развитии криминалистики и судебной экспертизы», многими государственными и ведомственными наградами Прокуратуры и МВД Российской Федерации. 24 ноября 2021 года гимназии № 174 города Екатеринбурга было присвоено имя Леонида Яковлевича Драпкина, а позже установлена мемориальная доска в его честь.

### Основные труды
1. 1985 — «Разрешение проблемных ситуаций в процессе расследования». — Свердловск.
2. 1987 — «Основы теории следственных ситуаций». — Свердловск.
3. 1994 — «Криминалистика»: учебник / Под ред. И. Ф. Герасимова, Л. Я. Драпкина. — Москва.
4. 2006 — «Криминалистика»: учебник / Под ред. Л. Я. Драпкина, В. Н. Карагодина. — Москва.